# Cascades Milmilgee
Les cascades Milmilgee, són unes cascades que pertanyen al rierol Freshwater Creek, que es troben a la regió del Far North de Queensland, Austràlia.

## Localització i característiques
Des de l'altiplà Atherton a una altitud de 377 metres sobre el nivell del mar, l'aigua descendeix entre 29 i 53 m i es troben sota la presa de Copperlode Falls; aproximadament a 9 km a l'oest de Cairns.